# Volvo Women's Open 1998
Volvo Women's Open 1998 — жіночий тенісний турнір, що проходив на відкритих кортах з твердим покриттям у Паттайї (Таїланд). Належав до турнірів 4-ї категорії в рамках Туру WTA 1998. Турнір відбувся увосьме і тривав з 16 до 22 листопада 1998 року. Друга сіяна Жюлі Алар-Декюжі здобула титул в одиночному розряді й заробила 17,7 тис. доларів.

## Фінальна частина

### Одиночний розряд
Жюлі Алар-Декюжі —  Фан Лі 6–1, 6–2
- Для Алар-Декюжі це був 3-й титул за сезон і 12-й — за кар'єру.

### Парний розряд
Елс Калленс /  Жюлі Алар-Декюжі —  Хіракі Ріка /  Александра Ольша 3–6, 6–2, 6–2
- Для Калленс це був 2-й титул за сезон і 3-й — за кар'єру. Для Алар-Декюжі це був 4-й титул за сезон і 13-й — за кар'єру.